# Ferrovia Tortona-Novi Ligure
La ferrovia Tortona-Novi Ligure è una linea ferroviaria italiana di proprietà statale, lunga 18 km, che collega Tortona a Novi Ligure.
La gestione dell'infrastruttura e degli impianti ferroviari è competenza di Rete Ferroviaria Italiana (RFI), società del gruppo Ferrovie dello Stato, che qualifica la linea come complementare.

## Storia
La linea nacque come diramazione della ferrovia Alessandria-Piacenza, che da Alessandria si dirigeva verso Piacenza, Bologna e Ancona, permettendo alle regioni toccate da questa linea di servirsi del porto di Genova evitando il regresso ad Alessandria. Fu inaugurata il 25 gennaio 1858.
Dal 1867, con il completamento della linea Milano-Pavia-Voghera, la linea acquistò notevole importanza, venendo percorsa dai treni da Milano a Genova. Con l'apertura della più rapida tratta Tortona-Arquata Scrivia (1916), perse questo traffico, restando relegata all'ambito locale.
Nel 2012 la linea fu definita a bassa frequentazione dalla Regione Piemonte. Essa ridusse quindi i finanziamenti per il mantenimento del servizio ferroviario, che conseguentemente fu soppresso da Trenitalia il 17 giugno dello stesso anno.
La soppressione non ha invece riguardato il servizio ferroviario della società lombarda Trenord, che ha continuato ad operare treni regionali lungo la relazione che collega Arquata Scrivia con Milano passando per Novi Ligure.
Il 4 settembre 2017 la linea è stata chiusa per lavori connessi alla realizzazione della nuova ferrovia ad alta velocità tra Pianura Padana e Liguria, detta terzo valico, della durata stimata di 4 anni. Da tale data, i treni di Trenord che la percorrevano sono stati instradati sulla succursale del Giovi e i collegamenti tra Novi Ligure e Tortona, a servizio anche di Pozzolo Formigaro, sono stati garantiti con autobus sostitutivi ad orari tali da permettere le coincidenze a Tortona con i treni da e per Milano.
A seguito del termine dei lavori, la riapertura è avvenuta il 23 dicembre 2023 ed il servizio passeggeri di Trenord è stato riattivato il 15 gennaio 2024; sempre nel corso del 2024 è stata annunciata anche la riattivazione per il traffico passeggeri della stazione di Rivalta Scrivia.

## Caratteristiche

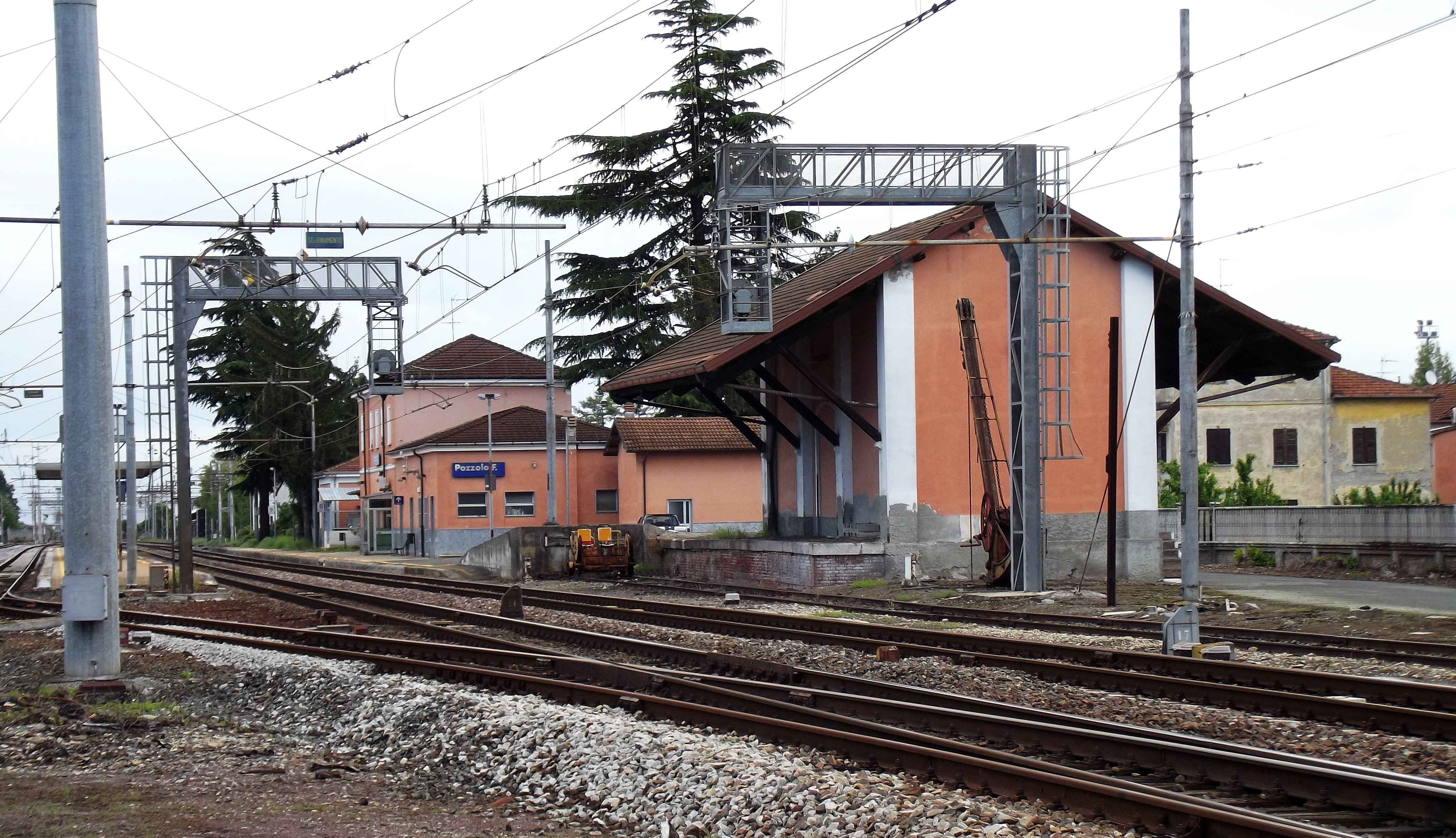
La linea a Pozzolo Formigaro nel 2013

| Continuation backward |

| Station on track |

|  | Unknown route-map component "ABZgl" | Unknown route-map component "CONTfq" |

| Small bridge over water |

| Unknown route-map component "SKRZ-Au" |

| Non-passenger station/depot on track |

| 19+963 |
| 16+407 |

| Unknown route-map component "CONTgq" | Unknown route-map component "ABZgr" |  |

|  | Unknown route-map component "eABZg+l" | Unknown route-map component "exKINTeq" |

| Unknown route-map component "KINTaq" | Unknown route-map component "ABZgxr+r" |  |

| Non-passenger station/depot on track |

|  | Unknown route-map component "ABZg+l" | Unknown route-map component "KINTeq" |

| Non-passenger station/depot on track |

|  | Unknown route-map component "eABZgLl" | Unknown route-map component "exLCONTfq" |

| Unknown route-map component "SKRZ-Au" |

| Unknown route-map component "exKINTaq" | Unknown route-map component "eABZg+lr" | Unknown route-map component "exKINTeq" |

| Station on track |

| Unknown route-map component "ev-SHI2gr" | Unknown route-map component "d" |

| Unknown route-map component "exKINTaq" | Unknown route-map component "STR~L" + Unknown route-map component "exSTRr" + Unknown route-map component "kABZg3" + Unknown route-map component "lENDE@G" | Unknown route-map component "STR~R" |  |

| Unknown route-map component "dCONTgq" | Unknown route-map component "kABZr+12" | Unknown route-map component "STR~L" + Unknown route-map component "STR+k34" | Unknown route-map component "STR~R" |  | Unknown route-map component "d" |

| Unknown route-map component "STR~L" + Straight track + Unknown route-map component "kDST+4" | Unknown route-map component "STR~R" |

| Unknown route-map component "v-SHI2g+r" | Unknown route-map component "d" |

| Station on track |

| Continuation forward |

La linea è interamente elettrificata in corrente continua alla tensione di 3000 V. Lo scartamento è quello ordinario di 1 435 mm.

## Traffico
La linea è impiegata da alcuni treni regionali di Trenord sulla relazione Milano-Novi Ligure-Arquata Scrivia, effettuati nelle ore di punta dei soli giorni feriali, e da alcuni treni merci diretti a Rivalta Scrivia; lo stesso tipo di servizio passeggeri veniva svolto da Trenord prima del periodo di chiusura.